# همتاون (ایلینوی)
همتاون، ایلینوی (به انگلیسی: Hometown, Illinois) یک شهر در ایالات متحده آمریکا با جمعیت ۴٬۳۴۹ نفر است که در ایلی‌نوی واقع شده‌است.